# Strada Palat din Iași
Palat este o stradă situată în Municipiul Iași. 

## Descriere
Strada începe de la Piața Palat și se termină la intersecția cu strada „Sfântul Lazăr”.

## Istoric
Actuala stradă Palat s-a numit, pe rând, Ulița Gunoaielor, Podul Spânzurătorilor. Ulița cobora de la Curtea Domneasca spre râul Bahlui.

## Clădiri și locuri notabile
- Biserica „Sfinții Constantin si Elena” (1814); strada Palat nr. 63
- Sala Polivalentă (a doua jumătate a secolului XX); strada Palat 2
- Grădină Publică Palas (secolul XXI); strada Palat 3

## Galerie de imagini

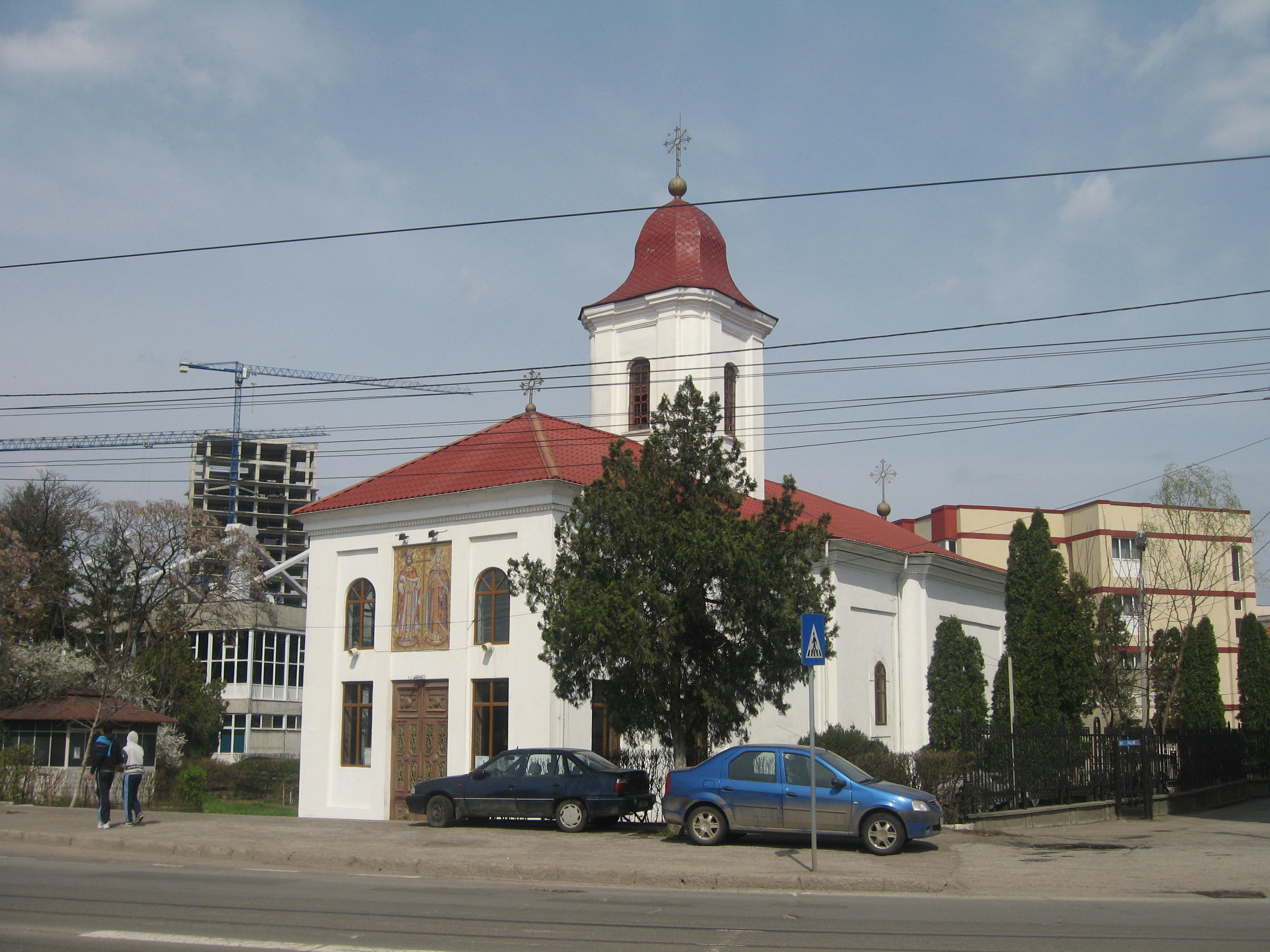
Biserica „Sfinții Constantin si Elena”